# 松江しんじ湖温泉

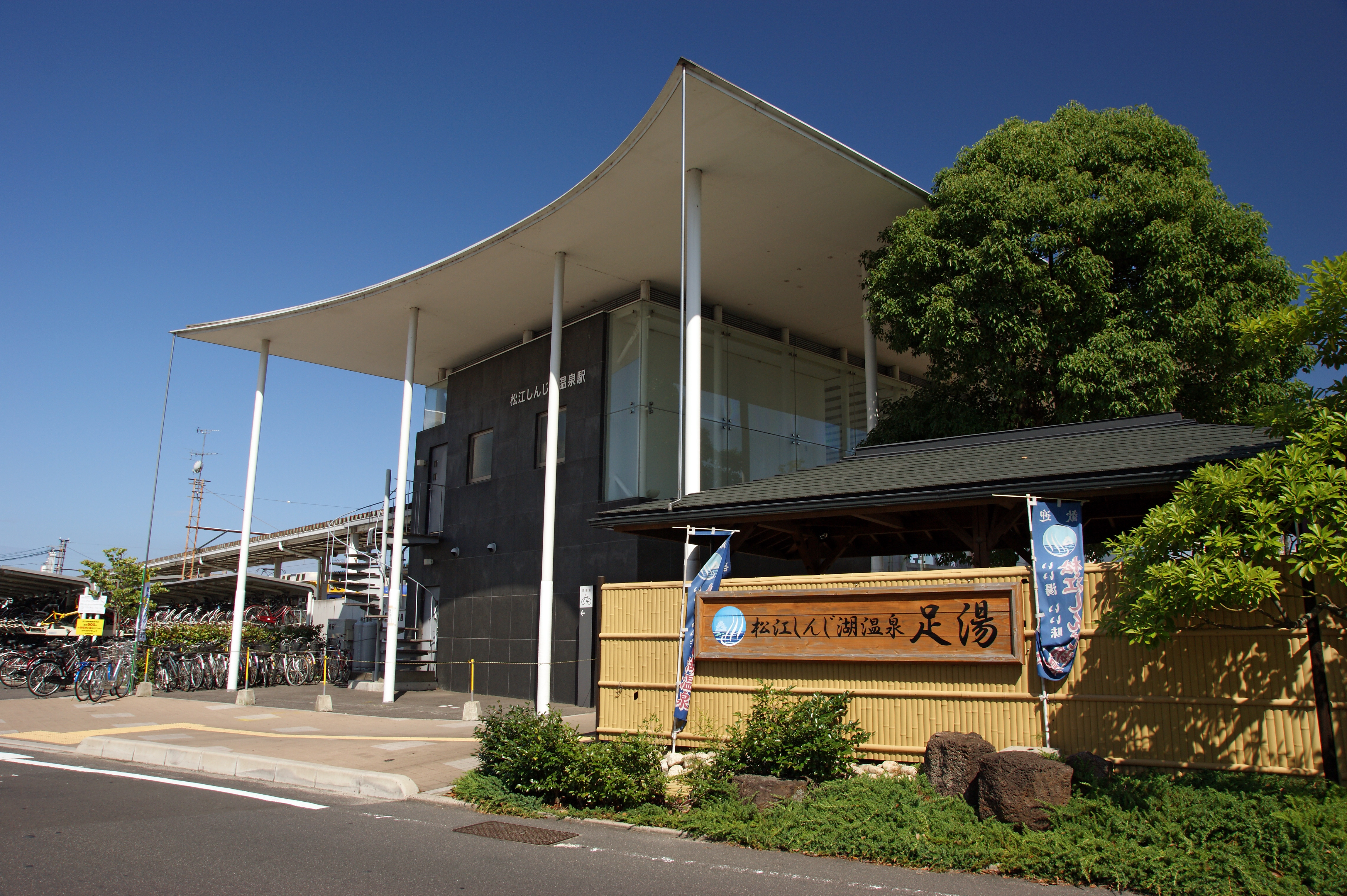
松江しんじ湖温泉駅に設置された温泉足湯

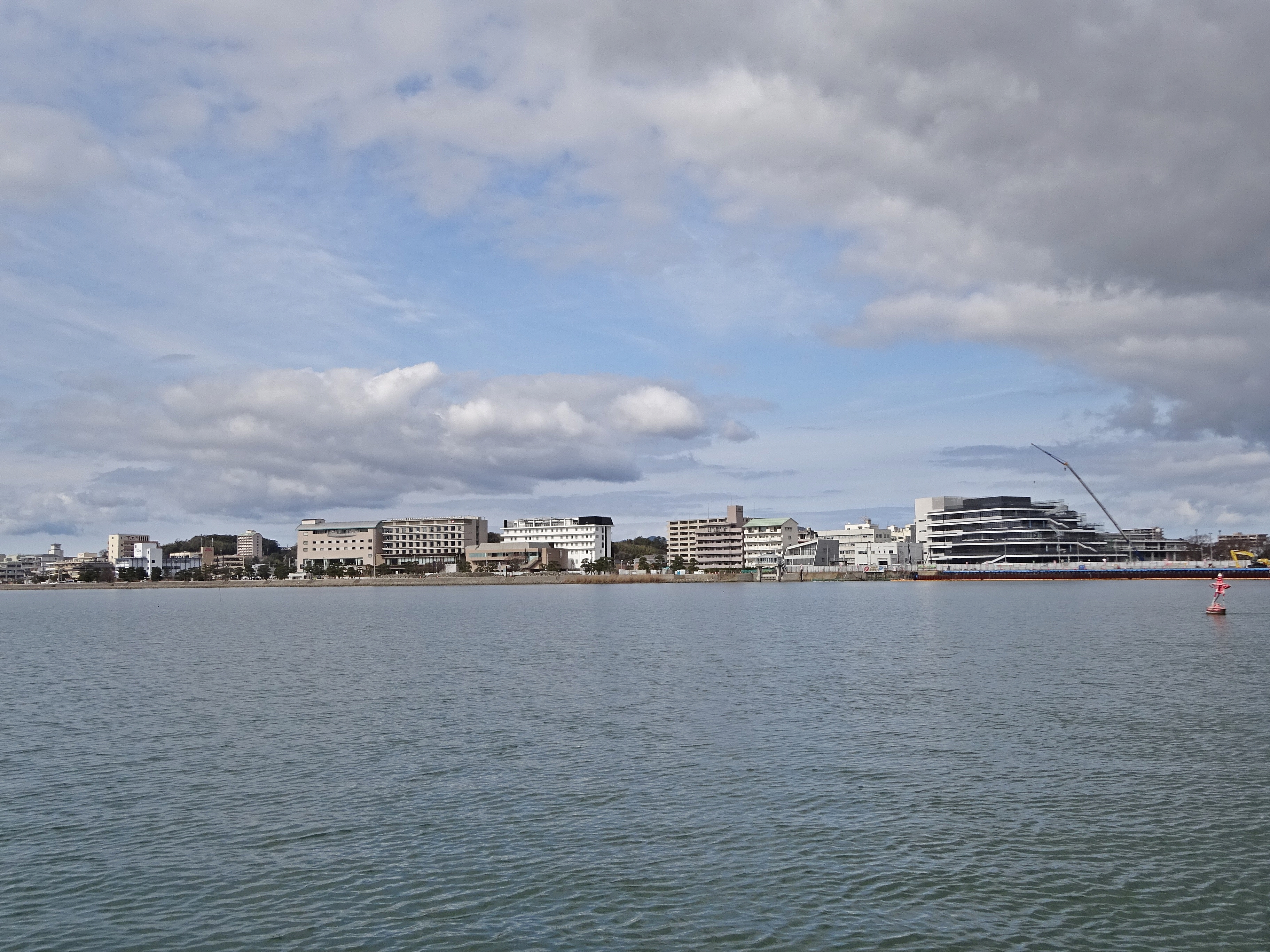
松江しんじ湖温泉の全景

松江しんじ湖温泉（まつえしんじこおんせん）は、島根県松江市（旧国出雲国）にある温泉。

## 泉質
- ナトリウム・カルシウム－硫酸塩・塩化物泉
- 源泉温度：77℃

## 温泉街
宍道湖の湖畔及びその周辺に、なにわ一水、夕景湖畔すいてんかく、松平閣、ホテル一畑、ホテル白鳥、松江ニューアーバンホテル、皆美館、大橋館など、8軒のホテル・旅館が存在する（2022年12月現在）。
駅前には足湯も存在する。

## 歴史
開湯は1971年である。1250mボーリングを実施して温泉を掘り当てた。かつては「松江温泉」。2001年に、公募により「松江しんじ湖温泉」に決まった。

## 温泉むすめ
株式会社エンバウンドが展開するクロスメディアプロジェクト「温泉むすめ」では、2020年に松江しんじ湖温泉をモチーフにした「松江しんじ湖しじみ」のキャラクターを登場させた。松江城の堀川遊覧船の船頭を務める城郭研究好きで、しじみ料理が得意という設定を持つ。松江市では、2021年7月に「松江しんじ湖しじみ」と担当声優の高野麻里佳、同じ松江市内の玉造温泉のキャラクターである「玉造彗」と声優の田沢茉純に対し、松江観光大使を委嘱した。

## アクセス
- 鉄道：一畑電車松江しんじ湖温泉駅すぐ。
- バス：西日本旅客鉄道（JR西日本）松江駅から路線バス（松江市交通局・一畑バス）で約15分。